# Südberlin Maskulin
Südberlin Maskulin è il primo album in collaborazione dei due rapper tedeschi Fler e Godsilla. L'album è uscito il 29 agosto del 2008 attraverso l'etichetta discografica Aggro Berlin in due versioni: Standard e Premium. Nel 2012 è uscito il sequel Südberlin Maskulin 2.

## Contenuto
L'album musicalmente è molto simile al disco Carlo, Cokxxx, Nutten di Bushido e Fler. Molte tracce sono infatti caratterizzate dal Gangster rap come per esempio: Bizz Action Drive, Alqaida auf Deutsch, Maskulin Maskulin. Invece tracce come Zu oft e Ghetto im Kopf sono riflessive.

## Produzione
Il disco è stato prodotto interamente da Beatzarre e Djorkaeff.

## Successo e Singoli
Il disco è arrivato al 22º posto nella Media Control Charts.
Il singolo estratto dal disco Südberlin Maskulin è Ich bin ein Rapper che però non si classificò tra i Top 100 nella Media Control Charts.

## Tracce
CD 1 (Standard Edition)
1. Intro – 2:27
2. Dein Leben – 2:41
3. Vater unser – 3:13
4. Skit 1 – 0:43
5. Ich bin ein rapper – 3:24
6. Bizz Action Drive (feat. King Orgasmus) – 3:52
7. Glaub an dich (feat. She-Raw) – 3:35
8. Was los ?!? – 3:12
9. Auf der Straße – 3:06
10. Wenn der beat nicht mehr läuft – 2:46
11. Unsere Zeit – 2:46
12. Alqaida auf Deutsch – 2:38
13. Skit 2 – 0:43
14. Zunami Business – 3:09
15. Schlaflos (feat. Sido & Ozan) – 4:10
16. Maskulin Maskulin (feat. Bass Sultan Hengzt) – 3:32
17. Zu oft – 3:25
18. Seit MTV – 3:14
19. Outro – 2:58

CD 2 (Premium Edition)
1. Ghetto im kopf (feat. Ozan) – 3:35
2. Nacht & Nebel aktion 2 – 3:36
3. Comeback – 3:01
4. Mehr Kohle (feat. Frauenarzt & Reason) – 3:13
5. Wie du mir, so ich dir (feat. Sera Finale) – 3:09
6. Jeden tag – 4:26